# Mörkrädd
Mörkrädd är en svensk skräckroman av Andreas Roman, utgiven 2008 av Pocketförlaget. Det är Romans sjunde bok, och den första delen av den trilogi som fortsatte 2009 med Någon i din säng, som är löst sammanvävd med ett fåtal karaktärer ur Mörkrädd men i övrigt fristående.
Katten Trassel i boken är baserad på Romans egen katt Timjan.

## Handling
David har sedan en traumatisk upplevelse i sin barndom varit sjukligt mörkrädd, och har den senaste tiden gått i terapi för att lösa problemen. Det sista steget av terapin är att David ska flytta ut ensam i en stuga ute i skogen tills han blir av med sin rädsla, men när han gör detta börjar han bli osäker på om det verkligen bara är hans egen rädsla som spökar, eller om det faktiskt är någon ute i skogen som hotar honom. I flera tillbakablickar visar det sig att David när han var nio år blev anfallen av några mobbare ifrån skolan, i skogens mörker, och att det är sedan dess som han inte stått ut med mörker.
Tillsammans med sin katt Trassel lyckas David hålla sig i stugan under en lång period, medan krafsande och ylande ljud kommer närmare för varje natt, och medan han allt oftare skymtar skuggan av en figur på andra sidan fönstret. I byn i närheten, där David handlat mat och hyrt stugan ifrån, träffar han Nina som han inleder ett förhållande med.
En natt tas David till sist över av rädsla för mörkret, och får panik som leder till att han slås ut. Han vaknar långt senare, vid skymningen, och kan inte hitta Trassel. David börjar att leta runt i skogen runt stugan efter katten, med en kniv med sig för att avvärja vad som kanske är ute efter honom. Han hittar den kalla men välmående Trassel när det blivit mörkt, och börjar dra sig tillbaka till stugan igen, men överväldigas igen av mörkret och det han inbillar sig är ute efter honom, och han svimmar igen.
David vaknar upp igen morgonen därpå, och hittar först inte Trassel. När han till sist hittar henne är hon iskall och död, med ena ögat utslitet och käken avslagen och med flera hål i magen. David sörjer först sin döda katt, och beger sig därefter tillbaka till stugan där han gräver en grav åt henne. Han sätter sig på en stol i stugan, med dörren vidöppen, och väntar på att mörkret ska komma och ta honom. Nina åker in till stugan och finner David sittande på stolen. Han är kort och sorgsen, och trots att hon frågar var Trassel är och ber honom komma med henne vill han inte prata med henne, och till sist blir hon arg och går därifrån.
När natten kommer tar David fram kniven och är beredd att konfrontera mörkret, men snart slås han av panik och försöker återigen att tränga ut det. I ett försök att utesluta mörkret för alltid tänder han eld på gardinerna i stugan, och lägger sig i snön utomhus för att se på när stugan brinner.
Nina ringer upp Davids syster Anna, och de pratar om vad som har hänt och att David ligger på sjukhuset. Anna berättar för Nina den hela sanningen om upplevelsen David hade som barn - det var han som i paniken anföll dem, efter att mörkret tog över. De diskuterar Davids sjukhusvistelse, hur de vägrar ge honom sömnmedel och om hur han skriker i nätterna. De lägger på.